# Ma chérie ~Itoshii kimi e~
«Ma chérie» (ma chérie ～愛しい君へ～ ma chérie ~itoshii kimi e~?) —en español: «Mi amor ~para vosotros queridos~»— Es el segundo sencillo de la banda japonesa Malice Mizer lanzado el 10 de octubre de 1996. la fecha de lanzamiento coincide con el primer aniversario de Gackt como vocalista de Malice Mizer, la caja que contiene al CD está diseñado como un pequeño libro y un booklet. La canción ma chérie es conocida por ser una de las canciones compuestas por Malice Mizer que ha sido interpretada por sus tres vocalistas (Tetsu, Gackt, Klaha), además de ser la canción del Fan club oficial también llamado ma chérie. Posee letras originales de Tetsu pero al ser interpretada por Gackt, en los créditos de la letra figura el nombre de la banda y no el de Tetsu.

## Lista de canciones
| N.º   | Título                                                  | Letras       | Música | Duración |  |
| 1.    | «ma chérie ～愛しい君へ～ (ma chérie ~itoshii kimi e~)» | Malice Mizer | Mana   | 5:24     |  |
| 2.    | «Regret»                                                |              | Gackt  | 4:40     |  |
| 3.    | «ma chérie ~itoshii kimi e~ (Instrumental)»             |              | Mana   | 5:02     |  |
| 15:06 |                                                         |              |        |          |  |